# Elecciones presidenciales de Estados Unidos de 2016 en Míchigan
Las elecciones presidenciales de los Estados Unidos de 2016 en Míchigan se celebraron el martes 8 de noviembre de 2016, como parte de las elecciones presidenciales de Estados Unidos de 2016, en las que participaron los 50 estados más el Distrito de Columbia. Los votantes de Míchigan eligieron a los electores para que los representaran en el Colegio electoral a través del voto popular, enfrentando al candidato del Partido Republicano, el empresario Donald Trump y al gobernador de Indiana Mike Pence, contra la candidata del Partido Demócrata, la ex Secretaria de Estado Hillary Clinton y a su compañero de fórmula, el senador de Virginia Tim Kaine. Míchigan tenía 16 votos electorales en el Colegio Electoral.
Antes de las elecciones Míchigan era considerado un estado en el que Clinton tenía probabilidades de ganar. Sin embargo, Trump ganó inesperadamente Míchigan por un estrecho margen del 0.23%, con el 47.50 % del total de votos sobre el 47.27 % de Clinton. El estado fue el último en ser llamado por la mayoría de las principales cadenas de noticias debido a la naturaleza cercana y la necesidad de contar las papeletas provisionales y ausentes; la mayoría de las cadenas declararon a Trump como el ganador de los electores de Míchigan tres semanas después del día de las elecciones. Este es el margen de victoria más estrecho en la historia de Míchigan en las elecciones presidenciales, así como el margen más estrecho de cualquier estado en las elecciones de 2016. La victoria de Trump en Míchigan se atribuyó al apoyo abrumador y subestimado de los ciudadanos blancos de la clase trabajadora en las zonas rurales del estado, un grupo demográfico que anteriormente había tendido a votar por el candidato demócrata o no votar en absoluto. Al ganar Míchigan, Trump se convirtió en el primer candidato presidencial republicano en ganar el estado desde George H. W. Bush en 1988.
El condado más grande de Míchigan, el condado de Wayne, cuya cabecera es Detroit, votó por Clinton por 37 puntos. También se las arregló para aferrarse al condado suburbano de Oakland, el segundo condado más grande del estado, donde los residentes tienden a ser más diversos y más de cuello blanco, donde en cambio los candidatos de terceros partidos ganaron votos, mientras que Trump dio la vuelta al tercer condado más grande del estado, el condado de Macomb, donde viven trabajadores de cuello azul blancos socialmente más conservadores, pero económicamente populistas.

## Resultados
| Partido | Partido      | Candidato         | Votos     | %     |
| ------- | ------------ | ----------------- | --------- | ----- |
|         | Republicano  | Donald Trump      | 2 279 543 | 47.50 |
|         | Demócrata    | Hillary Clinton   | 2 268 839 | 47.27 |
|         | Libertario   | Gary Johnson      | 172 136   | 3.59  |
|         | Verde        | Jill Stein        | 51 463    | 1.07  |
|         | Constitución | Darrell L. Castle | 16 139    | 0.34  |
| Otros   | Otros        | Otros             | 11 164    | 0.23  |
|         |              |                   |           |       |
| Total   | Total        | Total             | 4 799 284 | 100   |
|         |              |                   |           |       |
| Fuente: |              |                   |           |       |